# A CONMEBOL játékvezetői
Az alábbi lista a Dél-amerikai Labdarúgó-szövetséghez (CONMEBOL) tartozó országok nevezetes játékvezetőit tartalmazza.
| Ábécé szerinti tartalomjegyzék                      |
| --------------------------------------------------- |
| A B C D E F G H I J K L M N O P Q R S T U V W X Y Z |

## A
- Diego Abal (1971–) argentin nemzetközi játékvezető
- Estela Alvarez (1978–) argentin nemzetközi játékvezető
- Juan Alvarez (1905–) argentin nemzetközi játékvezető
- Carlos Amarilla (1970–) paraguayi nemzetközi játékvezető
- Martin Aphesteguy (1888–1970) uruguayi válogatott labdarúgó, nemzetközi játékvezető.
- Gilberto Aristízabal (1940–2016) kolumbiai nemzetközi játékvezető
- Valenzano Ubaldo Aquino (1958–) paraguayi nemzetközi játékvezető
- Antonio Arias Alvarenga (1972–) paraguayi nemzetközi játékvezető
- Juan Carlos Armental (1913–?) uruguayi nemzetközi játékvezető
- Guido Aros (1965–) chilei nemzetközi játékvezető
- Romualdo Arppi Filho (1939–2023) brazil nemzetközi játékvezető

## B
- Héctor Baldassi (1966–) argentin nemzetközi játékvezető
- Gabriela Bandeira (1982–) uruguayi nemzetközi játékvezető
- Luis Barrancos (1946–) bolíviai nemzetközi játékvezető
- Ramón Barreto (1939–2015) uruguayi nemzetközi játékvezető
- Julio Bascuñán (1978–) chilei nemzetközi játékvezető
- Juan Brozzi (1922–1987) argentin nemzetközi játékvezető
- Hernando Buitrago (1970–) kolumbiai nemzetközi játékvezető
- Sergio Bustamante (1924–?) chilei nemzetközi játékvezető

## C
- Enrique Cáceres (1974–) paraguayi nemzetközi játékvezető
- Ricardo Calabria (1943–2017) argentin nemzetközi játékvezető
- Juan Daniel Cardellino (1942–2007) uruguayi nemzetközi játékvezető
- Víctor Carrillo (1975–) perui nemzetközi játékvezető
- Javier Castrilli (1957–) argentin nemzetközi játékvezető
- Gaston Castro Makuc (1948–) chilei nemzetközi játékvezető
- Carlos Chandía (1964–) chilei nemzetközi játékvezető
- Raphael Claus (1979–) brazil nemzetközi játékvezető
- José María Codesal (1927–1979) uruguayi nemzetközi játékvezető
- Arnaldo Coelho (1943–) brazil nemzetközi játékvezető, sportkommentátor
- Ángel Norberto Coerezza (1933–) argentin nemzetközi játékvezető
- Miguel Comesaña (1928–2011) argentin nemzetközi játékvezető
- Adriana Correa (1969–) kolumbiai nemzetközi játékvezető
- Andrés Cunha (1976–) uruguayi nemzetközi játékvezető

## D
- Luis Gregorio da Rosa (1939–2014) uruguayi nemzetközi játékvezető
- Omar Delgado (1941–1991) kolumbiai nemzetközi játékvezető
- Jesús Díaz (1954–) kolumbiai nemzetközi játékvezető
- Salomé di Iorio (1980–) argentin nemzetközi játékvezető

## E
- Horacio Elizondo (1963–) argentin nemzetközi játékvezető
- Juan Francisco Escobar (1949–) paraguayi nemzetközi játékvezető
- Carlos Espósito (1941–) argentin nemzetközi játékvezető
- João Etzel Filho (1916–1988) brazil nemzetközi játékvezető

## F
- Sálvio Spinola Fagundes Filho (1968–) brazil nemzetközi játékvezető
- Carlos Fanta (1890–1960) válogatott chilei labdarúgó, edző, nemzetközi játékvezető, sportvezető
- Gabriel Favale (1967–) argentin nemzetközi játékvezető
- Ernesto Filippi (1954–) uruguayi nemzetközi játékvezető
- Márcio Rezende de Freitas (1960–) brazil nemzetközi játékvezető
- Hermann Friese (1880–1945) brazil nemzeti játékvezető
- Marisela de Fuentes (1973–) venezuelai nemzetközi játékvezető

## G
- Leonardo Gaciba da Silva (1971–) brazil nemzetközi játékvezető, sportkommentátor
- Eduardo Gamboa (1956–) chilei nemzetközi játékvezető
- Mário Gardelli (1908–?) brazil nemzetközi játékvezető
- Roberto Goicoechea (1927–2000) argentin nemzetközi játékvezető
- Duval Goicoechea (?–?) argentin nemzetközi játékvezető
- Carolina González (1972–) chilei nemzetközi játékvezető
- Epifanio González (1958–) paraguayi nemzetközi játékvezető
- Gabriel González (1942–) paraguayi nemzetközi játékvezető

## H
- Diego Haro (1982–) perui nemzetközi játékvezető
- Gilberto Hidalgo (1961–) perui nemzetközi játékvezető
- Erwin Hieger (1920–2016) osztrák-perui nemzetközi játékvezető
- Rafael Hormazábal Díaz (1929–2017) chilei nemzetközi játékvezető

## I
- Arturo Ithurralde (1934–2017) argentin nemzetközi játékvezető

## J
- Elías Jácome (1945–1999) ecuadori nemzetközi játékvezető

## L
- Enrique Labo Revoredo (1939–2014) perui nemzetközi játékvezető
- Francisco Lamolina (1950–) argentin nemzetközi játékvezető
- Jorge Larrionda (1968–) uruguayi nemzetközi játékvezető
- José Dimas Larrosa (?–?) paraguayi nemzetközi játékvezető
- Vicente Llobregat (1932–2011) venezuelai nemzetközi játékvezető
- Domingo Lombardi (1898–1971) uruguayi nemzetközi játékvezető
- Heber Lopes (1972–) brazil nemzetközi játékvezető
- Juan Carlos Loustau (1947–) argentin nemzetközi játékvezető

## M
- José Macías (1893–1966) argentin nemzetközi játékvezető, labdarúgóedző, újságíró
- Carlos Maciel (1946–) paraguayi nemzetközi játékvezető
- Alberto Malcher (1908–1966) brazil nemzetközi játékvezető
- Salvador Marcone (1950–2008) chilei nemzetközi játékvezető
- Miranda Marilin (1982–) paraguayi nemzetközi játékvezető
- Esteban Marino (1914–1999) uruguayi nemzetközi játékvezető
- Armando Marques (1930–2014) brazil nemzetközi játékvezető
- Renato Marsiglia (1951–) brazil nemzetközi játékvezető
- José Luis Martínez (1942–2015) uruguayi nemzetközi játékvezető
- Yeimy Martínez (1981–) kolumbiai nemzetközi játékvezető
- Domingo Massaro (1927–2025) chilei nemzetközi játékvezető
- Francisco Mateucci (1903–?) uruguayi nemzetközi játékvezető
- Gustavo Méndez (1967–) uruguayi nemzetközi játékvezető
- Charles William Miller (1874–1953) válogatott brazil labdarúgó, nemzet játékvezető
- Byron Moreno (1969–) ecuadori nemzetközi játékvezető

## N
- Jorge Nieves (1952–) uruguayi nemzetközi játékvezető

## O
- Ana Paula Oliveira (1978–) brazil nemzetközi játékvezető, modell, újságíró
- Paulo César de Oliveira (1973–) brazil nemzetközi játékvezető, kommentátor
- Silvia de Oliveira (1964–) brazil nemzetközi játékvezető
- Jorge Orellano (1947–) ecuadori nemzetközi játékvezető
- Raúl Orosco (1979–) bolíviai nemzetközi játékvezető
- César Orozco (1930–?) perui nemzetközi játékvezető
- Héctor Ortíz (1933–) paraguayi nemzetközi játékvezető
- René Ortubé (1964–) bolíviai nemzetközi játékvezető
- Juan Ortubé Vargas (1944–2024) bolíviai nemzetközi játékvezető
- Enrique Osses (1974–) chilei nemzetközi játékvezető

## P
- Antônio Pereira da Silva (1957–) brazil nemzetközi játékvezető
- Armando Pérez Hoyos (1952–) kolumbiai nemzetközi játékvezető
- Edison Peréz Nuñez (1936–) perui nemzetközi játékvezető
- Luis Pestarino (1928–) argentin nemzetközi játékvezető
- Sergio Fabián Pezzotta (1967–) argentin nemzetközi játékvezető
- Néstor Pitana (1975–) argentin nemzetközi játékvezető
- Pablo Pozo (1973–) chilei nemzetközi játékvezető
- José Luis Praddaude (?–?) argentin nemzetközi játékvezető
- Sidney Pullen (1895–1950) brazil nemzetközi játékvezető

## R
- Fernando Rapallini (1978–) argentin nemzetközi játékvezető
- Adolfo Reginato (1917–1989) chilei nemzetközi játékvezető, sportvezető
- Gilberto de Almeida Rêgo (1881–1961) brazil nemzetközi játékvezető
- Silvia Reyes (1981–) perui nemzetközi játékvezető
- Sandro Ricci (1974–) brazil nemzetközi játékvezető
- Carlos Robles (1925–2018) chilei nemzetközi játékvezető
- Wilmar Roldán (1980–) kolumbiai nemzetközi játékvezető
- Florencia Romano (1970–) argentin nemzetközi játékvezető
- Jorge Romero (1939–2015) argentin nemzetközi játékvezető
- Roberto Ruben Ruscio (1953–) argentin nemzetközi játékvezető
- Óscar Ruiz (1969–) kolumbiai nemzetközi játékvezető

## S
- Ángel Sánchez (1957–) argentin nemzetközi játékvezető
- Mario Sánchez (1956–) chilei nemzetközi játékvezető
- Ulises Saucedo (1896–1963) bolíviai nemzetközi játékvezető, edző
- Rubén Selman (1963–2020) chilei nemzetközi játékvezető
- Wilson Seneme (1970–) brazil nemzetközi játékvezető
- Hernán Silva (1948–2017) chilei nemzetközi játékvezető
- Juan Silvagno Cavanna (1934–2012) chilei nemzetközi játékvezető
- Roberto Silvera (1971–) uruguayi nemzetközi játékvezető
- Carlos Simon (1965–) brazil nemzetközi játékvezető, újságíró, tv-riporter
- Maria Edilene Siqueira (1959–) brazil nemzetközi játékvezető
- Hugo Sosa Miranda (?–2012) paraguayi nemzetközi játékvezető
- Juan Soto (1977–) venezuelai nemzetközi játékvezető

## T
- Anibal Tejada (1893–1945) uruguayi nemzetközi játékvezető
- Alberto Tejada Burga (1924–2018) perui nemzetközi játékvezető
- Alberto Tejada Noriega (1956–) perui nemzetközi játékvezető, politikus, polgármester
- Martha Toro (1968–) kolumbiai nemzetközi játékvezető
- John Toro Rendón (1958–) kolumbiai nemzetközi játékvezető
- Carlos Torres (1970–) paraguayi nemzetközi játékvezető
- José Torres Cadena (1952–) kolumbiai nemzetközi játékvezető
- Sueli Tortura (1966–) brazil nemzetközi játékvezető

## U
- Claudia Umpierrez (1983–) uruguayi nemzetközi játékvezető

## V
- Ricardo Vallarino (1893–1956) uruguayi nemzetközi játékvezető
- Cláudia Vasconcelos (1963–) brazil nemzetközi játékvezető
- Martín Vázquez (1969–) uruguayi nemzetközi játékvezető
- Guillermo Velasquez (1934–2017) kolumbiai nemzetközi játékvezető
- Luis Antonio Ventre (?–?) argentin nemzetközi játékvezető
- Carlos Vera (1976–) ecuadori nemzetközi játékvezető
- Mario Viana (1902–1989) brazil nemzetközi játékvezető
- Claudio Vicuña Larrain (1923–2001) chilei nemzetközi játékvezető
- Ayrton Vieira de Moraes (1929–2013) brazil nemzetközi játékvezető

## W
- Alberto Warnken (1889–1944) chilei nemzetközi játékvezető
- José Roberto Wright (1944–) brazil nemzetközi játékvezető, televíziós kommentátor

## Y
- Arturo Yamasaki (1929–2013) perui-mexikói nemzetközi játékvezető

## Z
- Roddy Zambrano (1978–) ecuadori nemzetközi játékvezető